# Zenon Słowiński
Zenon Słowiński (ur. 27 października 1929 w Krzemieńcu, zm. 16 lutego 1991) – polski działacz partyjny i państwowy, inżynier chemik i górnik, podsekretarz stanu w Ministerstwie Hutnictwa (1980–1981).

## Życiorys
Syn Jana i Janiny. Ukończył studia pierwszego (1952) i drugiego (1954) stopnia z inżynierii chemicznej na Politechnice Wrocławskiego oraz studia z inżynierii górniczej: pierwszego stopnia na Akademii Górniczo-Hutniczej w Krakowie (1958) i drugiego stopnia na Politechnice Śląskiej (1965). Kształcił się także w Wieczorowym Uniwersytecie Marksizmu-Leninizmu w Legnicy (1978–1980). W okresie nauki działał w Związku Młodzieży Polskiej.
W latach 1958–1969 kierownik robót górniczych w Kopalni Węgla Kamiennego „Sośnica” w Gliwicach, następnie do 1971 zawiadowca kopalni, a od 1971 do 1973 naczelny inżynier w Zakładach Górniczych Lubin. Następnie zajmował stanowiska naczelnego inżyniera Zakładów Górniczych Polkowice (1973–1974) i dyrektora Zakładów Górniczych „Rudna” w Polkowicach (1974–1980). Od 1964 należał do Polskiej Zjednoczonej Partii Robotniczej. Od lipca 1980 do lipca 1981 pozostawał podsekretarzem stanu w Ministerstwie Hutnictwa. W sierpniu 1980 uczestniczył w negocjacjach ze strajkującymi górnikami z ZG „Rudna”. W latach 1981–1984 kierował Departamentem Zasobów Surowców (później Górnictwa i Metali Nieżelaznych) w Ministerstwie Hutnictwa i Przemysłu Maszynowego.